# Paul Young (1956)
Paul Anthony Young (Luton, 17 januari 1956) is een Britse popmuzikant.

## Levensloop
Na zijn schooltijd ging Paul Young werken bij de Britse autofabrikant Vauxhall. In zijn vrije tijd speelde hij in bandjes. Met de band Streetband scoorde hij in 1978 met Toast en als lid van de groep Q-Tips in 1980 met S.Y.S.Q.L.M.
In 1982 begon Young een solocarrière. De in dat jaar uitgebrachte single Love of the common people werd in eerste instantie een flop, maar in de zomer van 1983 scoorde hij alsnog een internationale hit met het nummer Wherever I lay my hat (oorspronkelijk van Marvin Gaye). Deze single werd onder meer een nummer 1-hit in het Verenigd Koninkrijk. De opvolger, Come back and stay, was eveneens wereldwijd succesvol. In 1984 bereikte een geremixte versie van Love of the common people alsnog de eerste plaats in Nederland en Vlaanderen.
Zijn debuutalbum No parlez (1983) werd onderscheiden met meerdere platina platen. Het stond in diverse landen op nummer 1, waaronder in Duitsland (11 weken), het Verenigd Koninkrijk (5 weken) en in de Nederlandse Album Top 100 (7 weken). Zijn tweede album, The secret of association, verscheen in 1985 en leverde Young hits op als I'm gonna tear your playhouse down, Everything must change en Everytime you go away. Ook zong hij mee bij Band Aid.
Na 1986 nam de populariteit van Young enigszins af. In 1991 scoorde hij wel nog een wereldhit met Senza una donna, een duet met de Italiaanse zanger Zucchero. Ook het verzamelalbum From time to time, met daarop al zijn hits, was dat jaar zeer succesvol; het kwam onder meer op nummer 1 binnen in de UK Albums Chart en werd in Nederland met platina bekroond. Hierna bracht Young zonder veel succes nog enkele studioalbums uit. In 1993 formeerde hij de tex-mex-groep Los Pacaminos.
Paul Young viel op door zijn warme soulgeluid. Naarmate de jaren vorderden werd hij, mogelijk mede door de vele liveoptredens, steeds vaker geplaagd door stemproblemen.

### Persoonlijk
Paul Young leerde in 1983 tijdens de videoclip van het nummer Come back and stay model Stacey Smith kennen. Ze trouwden in 1987 terwijl ze in Los Angeles woonden. Ze kregen drie kinderen. Ze waren tussen mei 2006 tot maart 2009 uit elkaar. In die tussentijd kreeg Smith een vierde kind van een Israëlisch zakenman. In 2009 kwamen Smith en Young weer bij elkaar, waarna ze in Hertfordshire kwamen wonen. In januari 2018 overleed Smith op 52-jarige leeftijd aan de gevolgen van een hersentumor.

## Discografie

### Albums
| Album met eventuele hitnotering(en) in de Nederlandse Album Top 100 | Datum van verschijnen | Datum van binnenkomst | Hoogste positie | Aantal weken | Opmerkingen             |
| ------------------------------------------------------------------- | --------------------- | --------------------- | --------------- | ------------ | ----------------------- |
| No Parlez                                                           | 1983                  | 05-11-1983            | 1 (7wk)         | 35           | Platina                 |
| The Secret of Association                                           | 1985                  | 06-04-1985            | 3               | 29           |                         |
| Between Two Fires                                                   | 1986                  | 01-11-1986            | 12              | 14           |                         |
| Other Voices                                                        | 1990                  | 23-06-1990            | 49              | 9            |                         |
| From Time to Time (The Singles Collection)                          | 1991                  | 21-09-1991            | 2               | 33           | Verzamelalbum / Platina |
| The Crossing                                                        | 1993                  | 23-10-1993            | 51              | 7            |                         |
| Best Ballads                                                        | 1995                  | 18-02-1995            | 51              | 11           | Verzamelalbum           |
| Reflections                                                         | 1995                  | 27-05-1995            | 45              | 7            |                         |
| Behind The Lens                                                     | 2023                  |                       |                 |              |                         |

### Singles
| Single met eventuele hitnotering(en) in de Nederlandse Top 40 | Datum van verschijnen | Datum van binnenkomst | Hoogste positie | Aantal weken | Opmerkingen                                                                                    |
| ------------------------------------------------------------- | --------------------- | --------------------- | --------------- | ------------ | ---------------------------------------------------------------------------------------------- |
| Wherever I Lay My Hat (That's My Home)                        | 1983                  | 10-09-1983            | 27              | 4            | Nr. 48 in de Nationale Hitparade / Nr. 27 in de TROS Top 50                                    |
| Come Back and Stay                                            | 1983                  | 05-11-1983            | 2               | 10           | Veronica Alarmschijf Hilversum 3 / Nr. 2 in de Nationale Hitparade / Nr. 2 in de TROS Top 50   |
| Love of the Common People                                     | 1983                  | 14-01-1984            | 1 (4wk)         | 10           | Nr. 1 in de Nationale Hitparade / Nr. 1 in de TROS Top 50                                      |
| Love Will Tear Us Apart                                       | 1984                  | 17-03-1984            | 25              | 5            | Nr. 9 in de Nationale Hitparade / Nr. 27 in de TROS Top 50                                     |
| I'm Gonna Tear Your Playhouse Down                            | 1984                  | 20-10-1984            | 12              | 7            | Veronica Alarmschijf Hilversum 3 / Nr. 17 in de Nationale Hitparade / Nr. 12 in de TROS Top 50 |
| Everything Must Change                                        | 1984                  | 05-01-1985            | 25              | 6            | Nr. 23 in de Nationale Hitparade / Nr. 21 in de TROS Top 50                                    |
| Everytime You Go Away                                         | 1985                  | 13-04-1985            | 20              | 6            | Nr. 16 in de Nationale Hitparade / Nr. 17 in de TROS Top 50                                    |
| Tomb of Memories                                              | 1985                  | 27-07-1985            | 36              | 3            | Nr. 39 in de Nationale Hitparade / Nr. 36 in de TROS Top 50                                    |
| Wonderland                                                    | 1986                  | 18-10-1986            | 12              | 7            | Nr. 22 in de Nationale Hitparade                                                               |
| Softly Whispering I Love You                                  | 1990                  | 26-05-1990            | tip             | -            | Nr. 44 in de Nationale Top 100                                                                 |
| Oh Girl                                                       | 1990                  | -                     |                 |              | Nr. 73 in de Nationale Top 100                                                                 |
| Senza una donna (Without a Woman)                             | 1991                  | 25-05-1991            | 3               | 11           | met Zucchero / Nr. 2 in de Nationale Top 100                                                   |
| Don't Dream It's Over                                         | 1991                  | -                     |                 |              | Nr. 67 in de Nationale Top 100                                                                 |
| Both Sides Now                                                | 1992                  | 08-02-1992            | tip             | -            | met Clannad / Nr. 41 in de Nationale Top 100                                                   |
| Now I Know What Made Otis Blue                                | 1993                  | -                     |                 |              | Nr. 36 in de Mega Top 50                                                                       |

| Single met hitnotering(en) in de Vlaamse Ultratop 50 | Datum van verschijnen | Datum van binnenkomst | Hoogste positie | Aantal weken | Opmerkingen  |
| ---------------------------------------------------- | --------------------- | --------------------- | --------------- | ------------ | ------------ |
| Wherever I Lay My Hat (That's My Home)               | 1983                  | 10-09-1983            | 37              | 1            |              |
| Come Back and Stay                                   | 1983                  | 05-11-1983            | 1 (1wk)         | 12           |              |
| Love of the Common People                            | 1983                  | 07-01-1984            | 1 (4wk)         | 13           |              |
| Love Will Tear Us Apart                              | 1984                  | 31-03-1984            | 9               | 4            |              |
| I'm Gonna Tear Your Playhouse Down                   | 1984                  | 20-10-1984            | 11              | 7            |              |
| Everything Must Change                               | 1984                  | 22-12-1984            | 25              | 9            |              |
| Everytime You Go Away                                | 1985                  | 13-04-1985            | 18              | 6            |              |
| Tomb of Memories                                     | 1985                  | 29-06-1985            | 27              | 4            |              |
| Wonderland                                           | 1986                  | 18-10-1986            | 11              | 7            |              |
| Some People                                          | 1986                  | 13-12-1986            | 28              | 1            |              |
| Softly Whispering I Love You                         | 1990                  | 09-06-1990            | 40              | 1            |              |
| Oh Girl                                              | 1990                  | 28-07-1990            | 30              | 2            |              |
| Senza una donna (Without a Woman)                    | 1991                  | 04-05-1991            | 1 (2wk)         | 17           | met Zucchero |
| Don't Dream It's Over                                | 1991                  | 23-11-1991            | 48              | 2            |              |

### NPO Radio 2 Top 2000
| Nummers met noteringen in de NPO Radio 2 Top 2000 | '99  | '00  | '01  | '02  | '03  | '04  | '05  | '06  | '07 | '08  | '09  | '10  | '11 | '12  | '13  | '14  | '15  | '16  | '17  | '18  | '19  | '20  | '21  | '22  |
| ------------------------------------------------- | ---- | ---- | ---- | ---- | ---- | ---- | ---- | ---- | --- | ---- | ---- | ---- | --- | ---- | ---- | ---- | ---- | ---- | ---- | ---- | ---- | ---- | ---- | ---- |
| Come Back and Stay                                | 1045 | 1090 | 1554 | 1956 | 1852 | -    | -    | -    | -   | -    | -    | -    | -   | -    | -    | -    | -    | -    | -    | -    | -    | -    | -    | -    |
| Everytime You Go Away                             | 1519 | 1374 | 1784 | -    | -    | -    | -    | -    | -   | -    | -    | -    | -   | -    | -    | -    | -    | -    | -    | -    | -    | -    | -    | -    |
| Love of the Common People                         | 1208 | 787  | 829  | 1081 | 1091 | 1122 | 1469 | 1737 | 731 | 1107 | 1886 | 1780 | -   | 1975 | 1721 | 1666 | 1901 | 1832 | 1760 | 1992 | 1885 | 1613 | 1819 | 1976 |
| Senza una donna (met Zucchero)                    | 605  | -    | 788  | 1163 | 811  | 777  | 741  | 706  | 523 | 665  | 923  | 763  | 832 | 1288 | 1372 | 1212 | 1189 | 1273 | 1558 | -    | -    | -    | -    | -    |
| Wherever I Lay My Hat                             | -    | 1535 | 1243 | -    | -    | -    | -    | -    | -   | -    | -    | -    | -   | -    | -    | -    | -    | -    | -    | -    | -    | -    | -    | -    |

1. ↑  Een '-' betekent dat het nummer niet was genoteerd en een vetgedrukt getal geeft de hoogste notering van een nummer aan.
2. ↑  Deze tabel is bijgewerkt tot en met de meest recente editie (2024).